# Immersion: The Final Chapter
Az Immersion: The Final Chapter a Starset amerikai rockegyüttes hatodik turnéja, amit 2024-ben rendeztek meg. A turné során az együttes minden albumáról játszottak dalokat, illetve 2024-ben kiadott kislemezeiket is ötödik lemezükről. A turné 2024. április 6-án kezdődött a tennessee-i Nashville-ben, és Zürichben, Svájcban ért véget 2024. november 6-án.

## Háttér
Az együttes a turnét 2023 novemberében jelentette be, a tavaszi amerikai koncertekkel kezdve. A magas igény miatt később 2024 szeptemberére újabb dátumokat osztottak meg. A brit és európai dátumok bejelentésére még az első szakasz alatt került sor. Az együttes harmadjára koncertezett Budapesten.
Koncertjeiken minden lemezükről játszottak dalokat, beleértve új kislemezeket is, de a hangsúly a Divisionsön volt, amiről koncertenként hat számot adtak elő.

## Dallista

### Észak-Amerika
Az első szakasz dallistája a 2024. április 27-i anaheimi koncert alapján.
| 1. Unbecoming 2. Carnivore 3. Manifest 4. Perfect Machine 5. Frequency 6. Trials 7. It Has Begun 8. Waiting on the Sky to Change 9. Devolution 10. Infected | 1. Telekinetic 2. Other Worlds Than These 3. Faultline 4. Monster 5. Halo 6. Echo 7. Die for You 8. Earthrise 9. My Demons |

### Európa
A dallista a 2024. október 22-i borgerhouti koncert alapján.
| 1. Unbecoming 2. Carnivore 3. Manifest 4. Perfect Machine 5. Frequency 6. Trials 7. It Has Begun 8. Waiting on the Sky to Change 9. Devolution 10. Infected | 1. Telekinetic 2. Brave New World 3. Faultline 4. Monster 5. Degenerate 6. Echo 7. Die for You 8. Halo 9. My Demons 10. TokSik |

## Koncertek
| Dátum                | Város                          | Ország           | Helyszín                   |
| Egyesült Államok     | Egyesült Államok               | Egyesült Államok | Egyesült Államok           |
| -------------------- | ------------------------------ | ---------------- | -------------------------- |
| 2024. április 6.     | Nashville, Tennessee           | Egyesült Államok | Brooklyn Bowl              |
| 2024. április 8.     | Dallas, Texas                  | Egyesült Államok | The Factory                |
| 2024. április 9.     | Houston, Texas                 | Egyesült Államok | House of Blues             |
| 2024. április 12.    | San Antonio, Texas             | Egyesült Államok | Vibes Event Center         |
| 2024. április 13.    | Tulsa, Oklahoma                | Egyesült Államok | Tulsa Theater              |
| 2024. április 15.    | Pittsburgh, Pennsylvania       | Egyesült Államok | Stage AE                   |
| 2024. április 16.    | Grand Rapids, Michigan         | Egyesült Államok | GLC Live                   |
| 2024. április 17.    | Green Bay, Wisconsin           | Egyesült Államok | Epic Event Center          |
| 2024. április 19.    | Lawrence, Kansas               | Egyesült Államok | Liberty Hall               |
| 2024. április 20.    | Denver, Colorado               | Egyesült Államok | Fillmore Auditorium        |
| 2024. április 21.    | Salt Lake City, Utah           | Egyesült Államok | The Complex                |
| 2024. április 23.    | Seattle, Washington            | Egyesült Államok | Showbox                    |
| 2024. április 24.    | Portland, Oregon               | Egyesült Államok | Roseland Theater           |
| 2024. április 26.    | Sacramento, Kalifornia         | Egyesült Államok | Ace of Spades              |
| 2024. április 27.    | Anaheim, Kalifornia            | Egyesült Államok | House of Blues             |
| 2024. április 28.    | Tempe, Arizona                 | Egyesült Államok | Marquee Theater            |
| 2024. május 11.      | Atlanta, Georgia               | Egyesült Államok | The Eastern                |
| 2024. május 13.      | Harrisburg, Pennsylvania       | Egyesült Államok | XL Live                    |
| 2024. május 14.      | Boston, Massachusetts          | Egyesült Államok | Big Night Live             |
| 2024. május 16.      | Chicago, Illinois              | Egyesült Államok | Concord Music Hall         |
| Észak-Amerika        |                                |                  |                            |
| 2024. augusztus 31.  | Columbus, Ohio                 | Egyesült Államok | Kemba Live!                |
| 2024. szeptember 6.  | Detroit, Michigan              | Egyesült Államok | The Fillmore               |
| 2024. szeptember 8.  | Montréal, Québec               | Kanada           | Mtelus                     |
| 2024. szeptember 9.  | Toronto, Ontario               | Kanada           | History                    |
| 2024. szeptember 10. | Philadelphia, Pennsylvania     | Egyesült Államok | The Fillmore               |
| 2024. szeptember 12. | Richmond, Virginia             | Egyesült Államok | The National               |
| 2024. szeptember 13. | Silver Spring, Maryland        | Egyesült Államok | The Fillmore Silver Spring |
| 2024. szeptember 14. | Albany, New York               | Egyesült Államok | Albany Capitak Center      |
| 2024. szeptember 15. | Huntington, New York           | Egyesült Államok | The Paramount              |
| 2024. szeptember 17. | Raleigh, Észak-Karolina        | Egyesült Államok | The Ritz                   |
| 2024. szeptember 20. | Maplewood, Minnesota           | Egyesült Államok | Myth                       |
| 2024. szeptember 21. | La Vista, Nebraska             | Egyesült Államok | The Astro                  |
| 2024. szeptember 23. | Madison, Wisconsin             | Egyesült Államok | The Sylvee                 |
| 2024. szeptember 24. | Saint Louis, Missouri          | Egyesült Államok | The Pageant                |
| 2024. szeptember 25. | Indianapolis, Indiana          | Egyesült Államok | Egyptian Room              |
| 2024. szeptember 26. | Louisville, Kentucky           | Egyesült Államok | Highlands Festival Grounds |
| Európa               |                                |                  |                            |
| 2024. október 12.    | Leeds, Yorkshire és a Humber   | Anglia           | Stylus                     |
| 2024. október 14.    | Glasgow                        | Skócia           | SWG3 Warehouse             |
| 2024. október 16.    | Nottingham, Nottinghamshire    | Anglia           | Rock City                  |
| 2024. október 17.    | Bristol, Délnyugat-Anglia      | Anglia           | O2 Academy                 |
| 2024. október 18.    | Manchester, Északnyugat-Anglia | Anglia           | Manchester Academy         |
| 2024. október 20.    | London                         | Anglia           | Roundhouse                 |
| 2024. október 22.    | Borgerhout, Antwerpen          | Belgium          | Trix Zaal                  |
| 2024. október 23.    | Párizs                         | Franciaország    | Bataclan                   |
| 2024. október 24.    | Amszterdam, Észak-Holland      | Hollandia        | Melkweg                    |
| 2024. október 26.    | Nürnberg, Bajorország          | Németország      | Löwensaal                  |
| 2024. október 27.    | Köln, Észak-Rajna-Vesztfália   | Németország      | Live Music Hall            |
| 2024. október 28.    | Hamburg                        | Németország      | Docks                      |
| 2024. október 30.    | Krakkó, Kis-Lengyelország      | Lengyelország    | Hype Park                  |
| 2024. november 1.    | Prága                          | Csehország       | Archa+                     |
| 2024. november 2.    | Budapest                       | Magyarország     | Babra Negra                |
| 2024. november 3.    | Bécs                           | Ausztria         | Arena Wien Open Air        |
| 2024. november 5.    | Milánó, Lombardia              | Olaszország      | Alcatraz                   |
| 2024. november 6.    | Zürich                         | Svájc            | Komplex 457                |